# Acrotriche
Acrotriche is een geslacht uit de heidefamilie (Ericaceae). De soorten komen voor op het gehele continent van Australië.

## Soorten
- Acrotriche affinis DC.
- Acrotriche aggregata R.Br.
- Acrotriche baileyana (Domin) J.M.Powell
- Acrotriche cordata (Labill.) R.Br.
- Acrotriche depressa R.Br.
- Acrotriche divaricata R.Br.
- Acrotriche dura (Benth.) Quinn
- Acrotriche fasciculiflora (Regel) Benth.
- Acrotriche halmaturina B.R.Paterson
- Acrotriche lancifolia Hislop
- Acrotriche leucocarpa Jobson & Whiffin
- Acrotriche orbicularis Hislop
- Acrotriche parviflora' (Stschegl.) Hislop
- Acrotriche patula R.Br.
- Acrotriche prostrata F.Muell.
- Acrotriche ramiflora R.Br.
- Acrotriche rigida B.R.Paterson
- Acrotriche serrulata R.Br.

... · 
Acrothamnus · 
Acrotriche · 
Agapetes · 
Agarista · 
Andersonia · 
Andromeda · 
Arbutus · 
Arctostaphylos · 
Calluna · 
Cassiope · 
Chimaphila · 
Daboecia · 
Dracophyllum · 
Empetrum · 
Enkianthus · 
Erica (Dophei) · 
Kalmia · 
Leptecophylla · 
Moneses · 
Monotropa · 
Orthilia · 
(Oxycoccus (Veenbes)) · 
Pieris · 
Pyrola (Wintergroen) · 
Rhododendron (Rododendron) · 
Vaccinium (Bosbes) . 
Woollsia . 
...